# Candlestone Castle
Candlestone Castle är en ruin i Storbritannien. Den ligger i kommunen Bridgend i Wales, 240 km väster om London. Candlestone Castle var en befäst herrgård och byggdes på 1300-talet. Den har varit en ruin sedan 1800-talet.
Runt Candlestone Castle är det tätbefolkat, med 411 invånare per kvadratkilometer. Närmaste större samhälle är Bridgend, 4,3 km nordost om Candlestone Castle. Trakten runt Candlestone Castle består i huvudsak av gräsmarker.